# Борис Пісторіус
Борис Людвіг Пісторіус (нім. Boris Ludwig Pistorius; нар. 14 березня 1960, Оснабрюк) — німецький політик Соціал-демократичної партії, Федеральний міністр оборони з 19 січня 2023 року.
З листопада 2006 року до лютого 2013 року — бургомістр Оснабрюка, а з лютого 2013 до січня 2023 року — міністр внутрішніх справ і спорту Нижньої Саксонії. З листопада 2017 року — член парламенту землі Нижня Саксонія.
17 січня 2023 року оголошений міністром оборони Німеччини в уряді Олафа Шольца. Склав присягу 19 січня 2023 року.

## Життєпис
Борис Пісторіус є сином Людвіга Пісторіуса (1923—2009) та його дружини Урсули Пісторіус (уродж. Раабе, 1933—2015), депутата парламенту федеральної землі Нижня Саксонія від партії СДПН.

## Партійна кар'єра
Пісторіус вступив до СДПН у 1976 році у 16-річному віці. З 8 грудня 2017 року він є членом правління партії.
До федеральних виборів 2017 року Пісторіус відповідав у СДПН за внутрішню політику. Він написав проєкт програми внутрішньої політики СДПН з 10 пунктів та представив його в червні 2017 року в Будинку Віллі-Брандта в Берліні. Серед іншого, Пісторіус закликав до рішучих дій проти загроз міжнародного тероризму, за значне збільшення чисельності федеральній поліції та покращення боротьби з кіберзлочинністю. Водночас він підкреслював, що завжди має бути гарантований «розумний баланс між безпекою та свободою». Крім того, він закликав посилити співпрацю між державами ЄС у внутрішній політиці та політиці безпеки. З цією метою передбачалося створення поліцейських сил ЄС за моделлю американського федерального агентства ФБР, а також створення спільної європейської прикордонної поліції для охорони зовнішніх кордонів Шенгенської зони.
У січні 2018 року Пісторіус брав участь у ознайомчих переговорах між СДПН і ХДС. Разом з Ральфом Штегнером він представляв СДПН у робочій групі «Міграція/Інтеграція». Під час наступних коаліційних переговорів Пісторіус став співголовою робочої групи СДПН «Внутрішні справи, право та захист прав споживачів».
У 2019 році він невдало балотувався на посаду голови СДПН у дуеті зі своєю колегою по партії Петрою Кеппінг.
Пісторіус вивчав кілька іноземних мов — вільно володіє англійською, французькою, знає також російську.

## Міністр оборони
17 січня 2023 року канцлер Олаф Шольц оголосив Пісторіуса новим міністром оборони Німеччини після дострокової відставки Крістіне Ламбрехт. 19 січня Пісторіус отримав свідоцтво про призначення від Федерального президента Німеччини Франка-Вальтера Штайнмаєра та склав присягу в Бундестазі.